# Maria Bergamas
Maria Maddalena Bergamas, nata Blasizza (Gradisca d'Isonzo, 23 gennaio 1867 – Trieste, 22 dicembre 1953), è stata la donna italiana che fu scelta in rappresentanza di tutte le madri italiane che avevano perso un figlio durante la prima guerra mondiale, del quale non erano state restituite le spoglie.

## Biografia

Il sottotenente Antonio Bergamas

Figlia di Giacomo Blasizza, di professione fabbro, e Orsola Maur, lavandaia, entrambi originari di Farra, Maria Bergamas (pronuncia Bergamàs) visse a Trieste, dove si era trasferita in gioventù, e dove risiedeva allo scoppio della Grande Guerra.
Al tempo, sia Gradisca d'Isonzo sia Trieste erano parte integrante dell'Impero austro-ungarico, perciò suo figlio Antonio, nato a Gradisca il 19 ottobre 1891, di professione maestro elementare, iscritto nelle liste di leva dell'esercito austriaco, nell'ottobre 1914 disertò riparando clandestinamente in Italia e si arruolò volontario come fante nel 2º battaglione della brigata "Re", con cui fu sul Podgora. Conseguito il grado di sottotenente, fu inizialmente assegnato al 137º reggimento fanteria della brigata "Barletta", con cui combatté sul monte Sei Busi e a Castelnuovo del Carso con il nome di Antonio Bontempelli, una falsa identità imposta dal Regio Esercito per accogliere tra le sue file gli irredentisti. Mentre guidava l'attacco del suo plotone, in un combattimento sul monte Cimone di Marcesina, il 18 giugno 1916, durante l'offensiva austroungarica passata alla storia con il nome di Offensiva di Primavera, Antonio fu raggiunto e ucciso da una raffica di mitraglia. 

La cerimonia di tumulazione del Milite Ignoto all'Altare della Patria durante la Giornata dell'Unità Nazionale e delle Forze Armate del 4 novembre 1921, con le bandiere dei reggimenti di fanteria che rendono onori alla salma

Al termine della battaglia, nelle sue tasche fu trovato un biglietto nel quale si pregava di avvisare dell'avvenuta morte il sindaco di San Giovanni di Manzano, l'unica persona al corrente della sua reale identità. La salma di Antonio Bergamas fu dunque riconosciuta e sepolta assieme agli altri caduti nel cimitero di guerra di Marcesina sull'Altipiano dei Sette Comuni. Tuttavia, a seguito di un violento bombardamento che distrusse il cimitero, Bergamas e i compagni periti con lui risultarono ufficialmente dispersi.

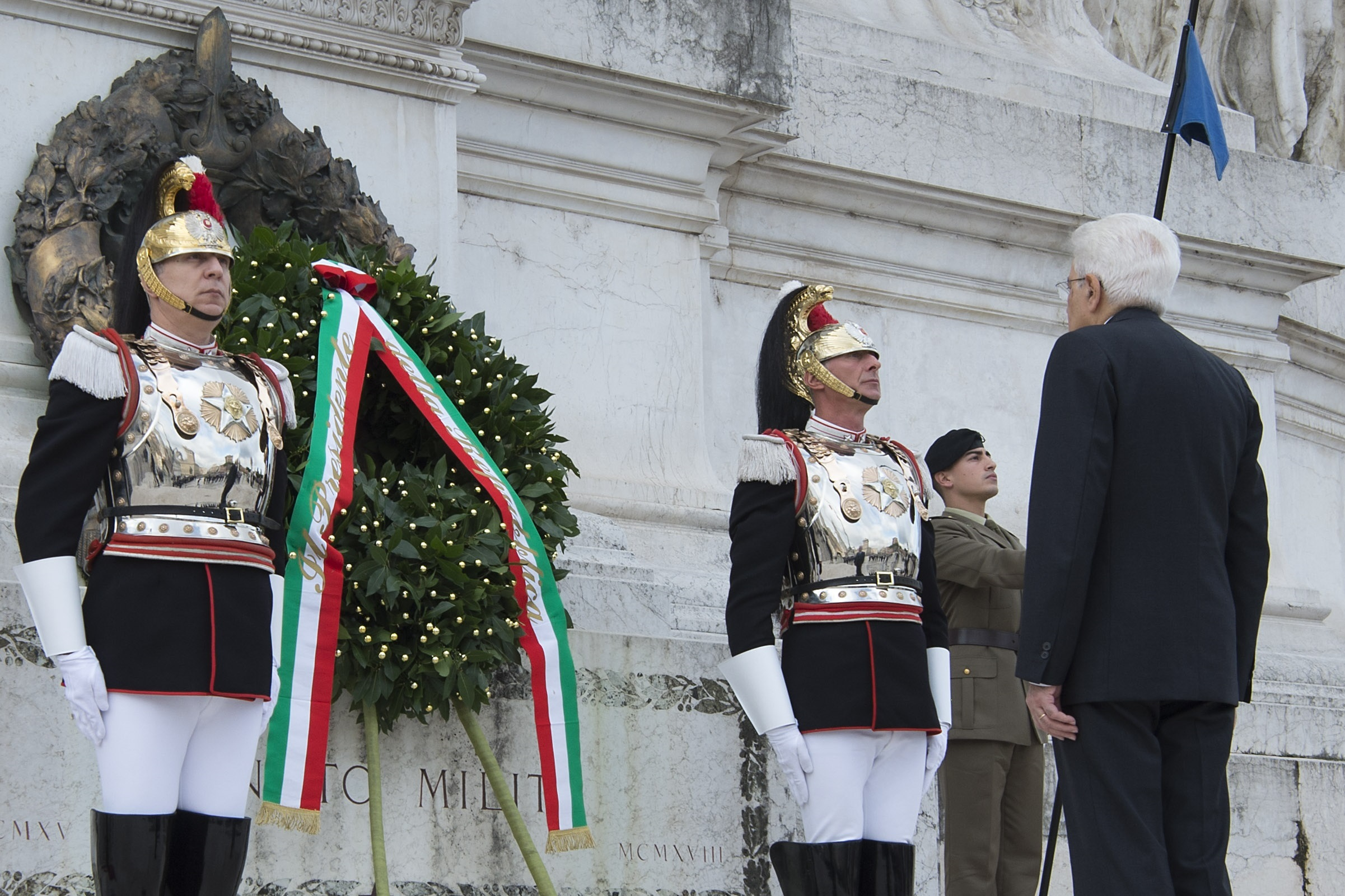
Il presidente della Repubblica Italiana Sergio Mattarella, fra i Corazzieri e la guardia d'onore, rende omaggio al Milite Ignoto durante la Giornata dell'Unità Nazionale e delle Forze Armate del 4 novembre 2016

Dopo la guerra, Maria ebbe l'incarico di scegliere il corpo di un soldato tra undici salme di caduti non identificabili, raccolti in diverse aree del fronte. Il 28 ottobre 1921, nella basilica patriarcale di Aquileia, in quello che passerà alla storia col nome di «Rito di Aquileia», consacrandola a madre spirituale del Milite Ignoto: la donna fu posta di fronte alle undici bare allineate, appoggiò lo scialle sulla seconda e, dopo essere passata davanti alle prime nove, si accasciò al suolo davanti alla decima urlando il nome del figlio. Su quella bara, dunque, cadde la scelta.  
Per onorare tutti i caduti di guerra, la salma prescelta fu posta all'interno della tomba del Milite Ignoto, al centro dell'Altare della Patria e sotto la dea Roma, presso il complesso del Vittoriano. La cerimonia solenne di traslazione avvenne il giorno 4 novembre 1921.
Secondo la testimonianza della figlia Anna, la madre era decisa a scegliere l'ottava o la nona bara, poiché quelli erano i numeri che ricordavano la nascita e la morte di Antonio, ma giunta dinanzi alle bare provò un senso di vergogna, e poiché nulla dovesse ricordare suo figlio, scelse la decima affinché il simbolo che sarebbe andato a Roma fosse davvero un soldato ignoto.
Maria Bergamas morì a Trieste il 22 dicembre 1953 e l'anno successivo, il 3 novembre 1954, la salma fu riesumata e sepolta nel cimitero di guerra di Aquileia retrostante la basilica, vicino ai corpi degli altri 10 militi ignoti. A Gradisca d'Isonzo, in via Bergamas 39, esiste ancora la casa dove Maria e Antonio abitarono. Una targa ricorda: "In questa casa nacque Antonio Bergamas che irradiata la giovinezza dell'ideale di Mazzini il XVIII giugno MCMXVI nel nome santo d'Italia suggellava sul Cimone la sua fede col sangue".

## Nella cultura di massa
- Il 4 novembre 2021, in occasione del centesimo anniversario dalla tumulazione del Milite Ignoto all'Altare della Patria, Rai 1 trasmise il docu-drama La scelta di Maria, in cui Maria Bergamas fu interpretata da Sonia Bergamasco.